# Стрелок (роман)
«Стрело́к» (англ. The Dark Tower: The Gunslinger, буквально «Тёмная Башня: Стрелок») — роман американского писателя Стивена Кинга, первый том цикла о Тёмной Башне. Роман описывает путешествие стрелка Роланда через огромную пустыню. Он преследует могущественного мага, человека в чёрном, чтобы тот открыл ему путь к Тёмной Башне, оси миров. В пустыне стрелок подбирает мальчика Джейка, таинственным образом попавшего в мир Роланда из мира, похожего на наш, и они продолжают путь вместе. Кинг начал писать роман в 1970 году, а закончил в 1980. В течение 1978—1981 гг. роман публиковался самостоятельными повестями в периодике. В первой редакции роман вышел в 1982 году. В 2003 году, в преддверии публикации последних трёх томов цикла, роман был опубликован во второй редакции, исправленной и дополненной.

## Сюжет
Человек в чёрном пытался укрыться в пустыне, а стрелок преследовал его.
Стрелок, преследующий некоего человека в чёрном по огромной пустыне, останавливается на ночлег. Он вспоминает, как на краю пустыни разговаривал с поселенцем по имени Браун о своём недавнем прошлом. До того, как вступить в пустыню, стрелок посетил городок Талл, населенный немногочисленными вырождающимися людьми. Через этот город раньше проходил человек в чёрном и воскресил одного горожанина, Норта, умершего от передозировки местного наркотика — бес-травы. Стрелок, остановившись в городе, стал любовником содержательницы трактира Элис. Он вступил с ней в связь ради того, чтобы узнать от неё о человеке в чёрном. Проповедница из Талла Сильвия Питтстон, которую ранее соблазнил человек в чёрном, натравила на стрелка своих прихожан, назвав его посланником дьявола, но стрелку удалось убить всех жителей Талла. После этого он покинул опустевший по его вине город и продолжил свою погоню.

Финал романа: Роланд на берегу океана; иллюстрация М. Уэлана к первому изданию романа

Продолжая путь по пустыне, на заброшенной дорожной станции стрелок находит маленького мальчика по имени Джейк. Стрелок узнаёт, что мальчик погиб в своём мире, попав под машину, и каким-то образом оказался на этой станции. Стрелок решает взять Джейка с собой, и они продолжают путь вдвоём, к горам за пустыней. Во время пути стрелок вспоминает свою юность, своего друга Катберта и то, как они с ним, случайно узнав, что их приятель дворцовый повар — изменник, выдали его властям и тем обрекли на казнь через повешенье.
В своём странствии стрелок Роланд и мальчик всё более привязываются друг к другу. У подножия гор за пустыней мальчик случайно находит древний каменный круг, в котором обитает Оракул — пророчица-суккуб. Роланд спасает Джейка, а сам отдаётся Оракулу в обмен на пророчество о его дальнейшем пути. Продолжая свой путь, они, наконец, лицом к лицу встречаются с преследуемым человеком в чёрном. Тот намекает, что Роланду предстоит выбор: жизнь Джейка или путь к Тёмной Башне.
Роланд со своим юным спутником спускаются в пещеры под горами, продолжая погоню. Роланд рассказывает мальчику о своей юности, о матери и отце, и о том, как придворный колдун Мартен, любовник его матери, вынудил его пройти испытание на право зваться мужчиной намного раньше срока, положенного по традиции. Он рассказывает, как с помощью ручного сокола победил своего воинского наставника Корта в поединке. Во тьме пещер под горами спутники обнаруживают старые рельсы и дрезину, на которой едут дальше. В пути их едва не убивают чудовищные создания, которых в мире Роланда называют «недоумки-мутанты», но Роланд и Джейк добираются до пропасти, за которой расположен выход на воздух. Тут Роланду и приходится делать страшный выбор между Джейком и своей целью, и стрелок позволяет мальчику упасть в пропасть. Стрелок настигает человека в чёрном, и тот гадает ему на картах Таро, предопределяя его судьбу. Роланду в видении открывается картина мироздания, и он теряет сознание. Очнувшись, стрелок ведет беседу с Уолтером в долгую ночь, растянутую на 10 лет. По её окончании он видит рядом с собой только скелет в одеждах человека в чёрном. Роланд направляется к морю.

## История создания

### Зарождение
Кинг начинал свой цикл, вдохновленный поэмой Роберта Браунинга «Чайльд-Роланд дошёл до Тёмной Башни», романом «Властелин колец» Дж. Р. Р. Толкина, и «спагетти-вестернами» 70-х годов XX века. В «Послесловии» к первой редакции романа автор пишет, что влияние на написание «Стрелка» оказал и роман К. Саймака «Кольцо вокруг Солнца». Во «Введении» ко второй редакции романа Кинг уточняет, что основным вдохновившим его вестерном был «Хороший, плохой, злой» с Клинтом Иствудом. Имя Роланда впервые упоминается примерно в середине романа. До этого автор называет его только «стрелком». В «Песни Сюзанны» Стивен Кинг Ключевого мира говорит, что изначально Роланд задумывался как «Человек без имени, фэнтезийный вариант Клинта Иствуда».
В творчестве Кинга есть две ранние предпосылки к созданию истории о Роланде. Это, во-первых, стихотворение «Тёмный человек» (англ. The Dark Man), написанное ещё в 1969 году. Описанный в этом стихотворении «тёмный человек» соотносится с образом одного из главных антагонистов «Тёмной Башни», Рэндалла Флэгга. Правда, в «Стрелке» Рэндалл Флэгг появился ретроспективно: изначально человек в чёрном, Уолтер, замышлялся Кингом как отдельный персонаж, и только в процессе работы над циклом автор решил, что он и Рэндалл — одно лицо. Имя «Рэндалл Флэгг» не упоминается даже во второй редакции романа.
Во-вторых, это сатирический вестерн «Слейд» (англ. Slade), написанный Кингом в 1970 году. Первый абзац «Слейда» практически полностью совпадает со сценой прибытия Роланда в город Талл, описанной в «Стрелке». В «Слейде» есть также эпизоды, подобные описанным во второй и четвёртой книгах цикла. Возможно, одним из источников вдохновения романа был комикс The Rook, выпускавшийся издательством Dark Horse в период с 1977 по 1983 год, который имеет несколько схожих черт в облике главного героя и некоторых сюжетных элементов. Эта схожесть стала поводом для судебного разбирательства с ценой иска в 500 млн долларов по обвинению в плагиате.
В «Послесловии» к первой редакции Кинг писал, что работал над «Стрелком» в течение двенадцати лет. По его словам, первый вариант «Стрелка» был написан на особенной бумаге, которую Кинг нашёл вместе с ещё двумя людьми, своей будущей женой и её тогдашним ухажером. Кинг взял стопку зелёной бумаги, Табита Спрус — голубой, третий — жёлтой. Все трое потом стали профессиональными писателями. Начало романа было написано в марте 1970 года, глава «Оракул и горы» — во время работы над романом «Жребий» (изданном в 1975 году), сцена гибели Джейка — во время работы над романом «Сияние» (изданном в 1977 году), а закончен роман был в 1980 году. Кинг упоминал, что опасается не дожить до завершения эпопеи, но не может предоставить читателям краткий синопсис «Тёмной Башни», так как точно не знает, что будет дальше. Во «Введении» ко второй редакции романа Кинг пишет, что хотел написать «самую длинную популярную книгу в истории», но ему это так и не удалось, хотя он «честно пытался».

### Структура
Книга разделена на главы, подзаголовком первой, самой большой, в оригинале является название книги — «Стрелок» (англ. The Gunslinger). За ней следуют главы «Дорожная станция» (англ. The Way Station), «Оракул и горы» (англ. The Oracle and the Mountains), «Недоумки-мутанты» (англ. The Slow Mutants), «Стрелок и человек в чёрном» (англ. The Gunslinger and the Dark Man/The Gunslinger and the Man in Black). Во второй редакции ко всей книге добавлено два подзаголовка: «19» и «Возобновление».
Книга посвящена Эдварду Ферману (англ. Edward L. Ferman), редактору журнала The Magazine of Fantasy and Science Fiction. Повествование в книге нелинейно; в начале книги стрелок, идущий по пустыне, вспоминает, как он говорил с поселенцем Брауном, и в этом воспоминании — рассказ о произошедшем в городке Талле (англ. Tull) ещё раньше. Также в книге присутствует несколько реминисценций юности Роланда. Об этом приёме Кинг (в лице персонажа Стивена Кинга из Ключевого мира) с гордостью упоминает в шестой книге цикла, «Песнь Сюзанны».

### Издания
Изначально каждая глава романа была опубликована как отдельная повесть в журнале The Magazine of Fantasy & Science Fiction. Первая повесть, «Стрелок», была опубликована в октябре 1978 года, после чего вышли в свет повести «Дорожная станция» — в апрельском номере 1980 года, а в феврале, июле и ноябре 1981 года — «Оракул и горы», «Недоумки-мутанты» и «Стрелок и человек в чёрном».
10 июня 1982 года независимое издательство Grant выпустило тиражом 10 000 экземпляров (из них 500 подписанных, продававшихся дороже) книгу, в которой эти пять повестей, несколько отредактированные, были собраны под одной обложкой. Иллюстрировал книгу Майкл Уэлан, причем признавался, что это было непросто. Рекламные объявления о выходе этого издания появились в пятом номере журнала Whispers от августа 1982 года, на обложке которого была одна из иллюстраций Джона Стюарта (англ. John Stewart) к «Стрелку»: «Норт Травоед». В журнале также были опубликованы шесть других иллюстраций Стюарта по мотивам «Стрелка». Несмотря на рекламу, многим читателям и поклонникам Кинга эта книга была совершенно неизвестна до 1983 года, пока издательством Doubleday не был выпущен роман «Кладбище домашних животных», под обложкой которого был приведен список других работ автора, в том числе The Dark Tower (1982). В том году Doubleday получило более трёх тысяч писем от недоумевающих читателей с вопросом о приобретении этой «мифической книги», получал удивленные и даже гневные письма поклонников и сам Кинг. Издательство NAL предлагало Кингу выпустить роман массовым тиражом, но он отказался.
В итоге, Кинг согласился на перевыпуск романа, и издательство Grant выпустило второе издание «Стрелка» тиражом 10 000 экземпляров в 1984 году. В 1985 году в газете Castle Rock: The Stephen King Newsletter (её издавала жена брата автора) Кинг опубликовал статью «Политика малотиражных изданий», в которой объяснял читателям причины того, что не публиковал книгу массовым тиражом. До широкого читателя книга дошла только в сентябре 1988 года, уже после публикации второй книги цикла, когда «Стрелка» опубликовало издательство Plume в мягком, но полноформатном переплёте.
Издательство Grant выпустило третье издание «Стрелка» в 1998 году, в составе подарочного набора The Dark Tower Gift Set из трёх первых книг цикла тиражом 11 000 экземпляров. Новое издание «Стрелка» отличалось от двух предыдущих изданий Grant суперобложкой. В набор также вошло новое издание второй книги цикла, с обновленной суперобложкой и новыми иллюстрациями. Эти издания продавались исключительно в составе The Dark Tower Gift Set, куда также вошло первое и единственное издание Grant третьей книги цикла. Также были выпущены несколько аудиокниг на английском языке. «Стрелок» первой редакции издавался изначально в исполнении автора в июле 1988 года, а затем — Фрэнка Мюллера (англ. Frank Muller) в мае 1998 года. Оба варианта не переиздавались после появления второй редакции романа. Вторая редакция в исполнении Джорджа Гвидалла (англ. George Guidall) вышла в июне 2003 года.

### Особенности первой редакции
Как отмечает Б. Винсент в своей книге «Тёмная Башня: Путеводитель», «Стрелок» был первым произведением Кинга в жанре фэнтези.
Кинг начал работать над историей о стрелке Роланде в 1970 году, а закончил только в 2003 (последняя книга опубликована в 2004). Как признавался сам автор в «Предисловии» ко второй редакции романа, в «Стрелке» «много неточностей и фальстартов, и особенно — в свете следующих томов». Он также отмечает, что «Стрелок» «звучит совершенно не так, как другие книги, <…> его сложно читать».
В книге даётся несколько отличная от общей серии концепция противостоящих Роланду сил. Противник Роланда Уолтер (англ. Walter) называет себя слугой Мерлина (англ. Maerlyn), или Незнакомца-вне-времени (англ. Ageless Stranger), который, в свою очередь, служит Зверю — «Хранителю Башни», творцу всех чар. Себя с Мартеном (англ. Marten), придворным чародеем семьи Роланда, Уолтер не ассоциирует, «слияние» образов этих персонажей между собой и с образом Рэндалла Флэгга произошло в вымышленной вселенной «Тёмной Башни» позднее.
Есть также мелкие фактические несоответствия сложившемуся позднее сеттингу:
- В первой редакции «Стрелка» имя отца Роланда — Роланд-старший, а фамилия Дискейн не упоминается. В более поздних книгах имя отца Роланда — Стивен.
- На небе мира Роланда первой редакции романа присутствуют Полярная звезда и Марс, начиная со второй книги — только Старая Звезда (англ. Old Star) и Древняя Матерь (англ. Aged Mother).
- Фарсон (англ. Farson) в первой редакции — название города, в последующих книгах — фамилия «доброго человека», мятежника, из-за которого пал Гилеад (англ. Gilead).

### Вторая редакция
За прошедшие с 1970 по 2003 тридцать три года вымышленная вселенная «Тёмной Башни» настолько изменилась, что автор решил переписать первую книгу гепталогии, чтобы «синхронизировать начало с окончанием». В «Предисловии» ко второй редакции романа Кинг отмечает, что сделал это в большей степени для читателей, ещё незнакомых с циклом, но и для себя самого, так как хотел правильно завершить работу над столь значительным для него произведением.
В 2003 году была издана вторая редакция романа, так называемое «Исправленное и расширенное издание». Было добавлено более девяти тысяч слов (примерно 35 страниц). Изменения коснулись как значимых деталей сюжета (например, мотивация убийства Элис, нюансы взаимоотношений с Джейком), так и стиля. Были также исправлены фактические ошибки первой редакции и добавлены реалии устоявшегося в поздних работах мира «Тёмной Башни» (например, упоминаются тахины и ушастики-путаники). В исправленном издании Уолтер не упоминает имя Мерлин, говоря о Незнакомце-вне-времени, а говорит, что Мартен и он — одна и та же личность. Прямо упоминается и Алый Король. Название последней главы изменено с The Gunslinger and the Dark Man (буквально «Стрелок и тёмный человек») на The Gunslinger and the Man in Black («Стрелок и человек в чёрном»). При этом исправлены были не все ошибки, к примеру, осталась и во второй редакции относящаяся к физике элементарных частиц неточность. Человек в чёрном, рассказывая Роланду об устройстве Вселенной, утверждает, что: «…сами атомы состоят из ядер и вращающихся частиц — протонов и электронов» (англ. The atoms themselves are composed of nuclei and revolving protons and electrons). Ещё в первой половине XX века было известно, что атом состоит из положительно заряженного ядра, которое включает в себя протоны и нейтроны, и отрицательно заряженных электронов, которые условно можно назвать «вращающимися» вокруг него, то есть утверждение о вращении протонов вокруг ядер не соответствует действительности.
Вторая редакция впервые вышла в свет в издательстве Viking 23 июня 2003 года. В 2009 году вторая редакция «Стрелка» была переиздана издательством Grant вместе с повестью «Смиренные сёстры Элурии» в книге The Little Sisters of Eluria. Тираж включал 4 000 пронумерованных экземпляров, подписанных художником Майклом Уэланом, и 1 250 пронумерованных экземпляров, подписанных Уэланом и Кингом. Майкл Уэлан также нарисовал ряд новых иллюстраций специально для этого издания «Стрелка». Перевод на русский язык второй редакции был сделан в 2005 году Т. Ю. Покидаевой и несколько раз издан АСТ.

### Отсылки и аллюзии
В романе есть несколько отсылок к Библии, и одна из них довольно обширна: в видении Роланда человек в чёрном словно бы создаёт мир, комментируя это неточными цитатами из первой главы «Бытия». Также в «Стрелке» упоминается название родного феода Роланда — Новый Ханаан, а в последующих книгах цикла — название родного города стрелка — Гилеад. Ханаан и Гилеад (Галаад) — ветхозаветные названия исторических областей современного Израиля.
Упоминаются и мифы о короле Артуре, отсылки к которым довольно часто будут встречаться в последующих книгах цикла. В тексте «Стрелка» также есть отсылка к роману «Сердце тьмы» Джозефа Конрада: фраза Уолтера о смерти Норта. Большое влияние на создание цикла о Тёмной Башне и, в частности, «Стрелка», оказали спагетти-вестерны с Клинтом Иствудом. В романе есть несколько прямых отсылок к фильму «Хороший, плохой, злой». Например, стрелок преследует человека в чёрном по кострищам, как Туко преследовал героя Иствуда.
В романе, как и в последующих частях, значимую роль играет песня Hey Jude группы The Beatles. В мире Роланда она, видимо, является народной. Эта песня — одна из первых деталей, указывающих на связь между миром Роланда и нашим. Название города Талл — аллюзия к группе Jethro Tull. Имя ворона, Золтан, — отсылка к одному исполнителю народных песен, которого Кинг знал лично.

### Переводы на русский язык
В России исходный вариант романа издавался в трёх переводах. Название в каждом случае было переведено, как «Стрелок». Слово gunslinger употреблялось обычно на Американском Западе, оно имеет значения «искусный стрелок» и «наёмный вооруженный телохранитель или убийца».
Перевод романа авторства О. Беймука, Б. Любарцева и А. Немировой вышел в составе сборника «Тёмная Башня», изданном в 1994 году Львовским информационным агентством «Хронос». В этот сборник вошли первая и вторая книги цикла, а также несколько рассказов. В том же году вышел перевод Наталии Ачеркан и Рины Ружже, в сборнике «Тёмная Башня», который был выпущен издательством «Международный центр фантастики» как клубное издание (950 экземпляров). Туда вошли две первые книги цикла. На форзаце обложки была размещена иллюстрация Нэда Дэмерона (англ. Ned Dameron) к третьей книге цикла. Этот перевод был переиздан в 1995 году издательством «Сигма-пресс» в составе 39-го выпуска серии «Мастера остросюжетной мистики», включившем также и вторую книгу цикла. Перевод Т. Ю. Покидаевой впервые был издан АСТ в 1997 году, также в составе сборника «Тёмная Башня», объединяющего две первые книги цикла, и впоследствии многократно переиздавался, в том числе и как отдельная книга.
Вадим Эрлихман в своей книге «Король тёмной стороны. Стивен Кинг в Америке и России» даже не рассматривает перевод Беймука-Любарцева-Немировой как литературный, называя его авторов «бригадой ремесленников». Сравнивая перевод Н. Ачеркан и Р. Ружже с переводом Т. Ю. Покидаевой, он отмечает достоинства и недостатки обоих: «Покидаева точнее передает суховатый речитатив кинговского повествования, зато её соперницы увереннее чувствуют себя в русском языке». В. Эрлихман упоминает, что в русскоязычном фэндоме существуют серьёзные споры, какой из вариантов лучше, и сравнивает их со спорами в фэндоме Толкина о переводах Григорьевой-Грушецкого («буквалистов») и Муравьева-Кистяковского («фантазёров»). Его личные симпатии склоняются скорее к более вольному переводу Ачеркан-Ружже.

## Критика

### Номинации
До 1982 года две первые главы романа номинировались как отдельные повести:
- Locus, 1979 — лучшая повесть (novelette) — разделено восьмое место с повестью другого автора (Томас Диш, The Man Who Had No Idea); оценивалась отдельно повесть «Стрелок» (ставшая потом первой главой романа)[25].
- Nebula, 1981 — лучшая повесть (novelette); оценивалась отдельно повесть «Дорожная станция» (ставшая потом второй главой романа)[26].
- Locus, 1981 — лучшая повесть (novelette) — третье место; оценивалась отдельно повесть «Дорожная станция»[27].

### Рецензии
В 1982 году роман был опубликован ограниченно и остался неизвестным для широкой публики, но тем не менее отзывы на него появились в журналах. В журнале «Локус» был напечатан отзыв Джеффа Фрэйна (англ. Jeff Frane), а в «Журнале научной фантастики Айзека Азимова» — рецензия Бэйрда Сирлса (англ. Baird Searles). В 1983 году в журнале Amazing Stories была напечатана рецензия Роберта Колсона (англ. Robert Coulson).
Позже, когда вышло общедоступное переиздание в мягком переплёте, книга стала бестселлером. «Стрелок» дебютировал на четырнадцатом месте в списке бестселлеров «Нью-Йорк Таймс» 25 сентября 1988. На следующей неделе, 2 октября, «Стрелок» был уже на первом месте и продержался там ещё три недели, до 30 октября, спустившись на четвёртое место. До 11 февраля 1990 «Стрелок» держался на пятнадцатом месте. Популярность «Стрелка» вызвала вторую волну внимания прессы. В орегонской газете The Register-Guard (июль 1989) был опубликован обзор Майкла Стэмма (англ. Michael Stamm), положительно оценивший первую и вторую книги цикла. Стэмм назвал «Стрелка» книгой, которая не похожа «ни на что другое, написанное Стивеном Кингом», и первые две книги цикла — «непревзойдённым читательским приключением», «выдающимся и поразительным путешествием мифического воображения». В том же году рецензия Пола Дж. Макоули (англ. Paul J. McAuley) была опубликована в журнале Interzone. В 1990 году журнал Paperback Inferno опубликовал отзыв Крейга Марнока.
Вторая редакция романа также оказалась успешной — заняла семнадцатую позицию в списке бестселлеров «Нью-Йорк Таймс» за 2004 год.

## Адаптации

### Комиксы
В 2007 году издательство Marvel Comics начало публикацию серии комиксов «Тёмная Башня», сюжет которой основан на цикле Стивена Кинга, выступающем в данном проекте в роли исполнительного продюсера, подав писателям и художникам комиксов основную идею и общий ход истории. Первая арка, «Рождение Стрелка» (англ. The Dark Tower: The Gunslinger Born), опубликованная в семи выпусках с 7 февраля по 1 августа 2007, была в основном пересказом частей из «Стрелка» и четвёртой книги цикла, «Колдун и кристалл». Дальнейшие арки включали в себя новые, отличные от оригинальных книг, сюжеты. Шестая арка, «Стрелок» (англ. The Dark Tower: The Gunslinger), публикуемая в пяти выпусках с 19 мая по 22 сентября 2010, является отчасти прямой адаптацией романа.

### Экранизация
В 2007 году проектом занялся Дж. Дж. Абрамс, однако спустя два года режиссёр заявил, что в силу личной привязанности боится испортить «своё любимое произведение», и отказался от своих планов. 8 сентября 2010 на официальном сайте Стивена Кинга появилось объявление, что экранизацией цикла о Тёмной Башне займутся сценарист Акива Голдсман, продюсер Брайан Грейзер и режиссёр Рон Ховард. В июле 2011 года стало известно, что студия Universal отказалась от поддержки проекта, но в октябре 2011 года Грейзер сообщил в интервью, что, сократив бюджет на треть, он нашел способ воплотить проект в жизнь, однако позже и этот концепт не был реализован. Позже права перекупил кабельный канал HBO, дочерняя компания Warner Bros., но в 2012 году и эта студия отказалась от своих планов. Высказывались предположения, что экранизацией могут заняться Media Rights Capital или Netflix.. В итоге экранизацией занялась компания Sony Pictures. Сценаристом, помимо Голдсмана, заявлен Джефф Пинкнер. Дата премьеры назначена на январь 2017 года. Кинг высоко оценил идею Ховарда создать экранизацию в формате 3 фильмов и сериала, а также выразил уверенность в бережной сохранности идеи и персонажей цикла. На роль Роланда был утверждён чернокожий актёр Идрис Эльба, а Человека в Чёрном — Мэттью Макконахи.

## Список основных изданий

### На языке оригинала

#### Отдельными повестями в периодике
- Stephen King. The Gunslinger (novelette) // The Magazine of Fantasy and Science Fiction, October 1978, — Volume 55, No. 4, Whole No. 329. — рр. 52—91.
- Stephen King. The Way Station (novelette) // The Magazine of Fantasy and Science Fiction, April 1980, — Vol 58, No 4, Whole No 347 — рр. 82—110.
- Stephen King. The Oracle and the Mountains (novelette) // The Magazine of Fantasy and Science Fiction, February 1981, — Vol 60, No 2, Whole No 357. — рр. 19—39.
- Stephen King. The Slow Mutants (novelette) // The Magazine of Fantasy and Science Fiction, July 1981, — Vol 61, No 1, Whole No 362. — рр. 130—164.
- Stephen King. The Gunslinger and the Dark Man (novelette) // The Magazine of Fantasy and Science Fiction, November 1981, — Vol 61, No 5, Whole No 366. — рр. 69—84.

#### Полные издания
- Stephen King. The Dark Tower: The Gunslinger. — New Hampshire: Donald M. Grant, 1982. — 224 с. — ISBN 978-0937986509.
- Stephen King. The Dark Tower: The Gunslinger. — New York: Plume, 1988. — 224 с. — ISBN 978-0452261341.
- Stephen King. The Dark Tower: The Gunslinger. — New York: Viking, 2003. — 256 с. — ISBN 978-0670032549.
- Stephen King. The Little Sisters of Eluria. — New Hampshire: Donald M. Grant, 2009. — 320 с. — ISBN 978-1880418734.

### На русском языке
- Кинг, Стивен. Тёмная башня. — Львов: Инф. аг-во «Хронос», 1994. — 640 с. — ISBN 5-7707-1302-X.
- Кинг, Стивен. Стрелок. — Львов: Сигма, 1995. — 480 с. — ISBN 0-7515-0030-4.
- Кинг, Стивен. Тёмная башня. — М.: АСТ, 1997. — 592 с. — ISBN 5-03-003192-8, 5-7841-0497-7.
- Кинг, Стивен. Стрелок. — М.: АСТ / Харвест, 2006. — 320 с. — ISBN 5-17-041566-4, 985-16-0108-X.

### Аудиокниги
- Stephen King The Dark Tower: The Gunslinger / Stephen King — Cassette — NAL Audiobooks, 1988
- Stephen King The Dark Tower: The Gunslinger / Frank Muller — Cassette/CD — Penguin Audiobooks, 1998
- Stephen King The Dark Tower: The Gunslinger / George Guidall — Cassette/CD — Penguin Audiobooks, 2003